# Moses Mosop

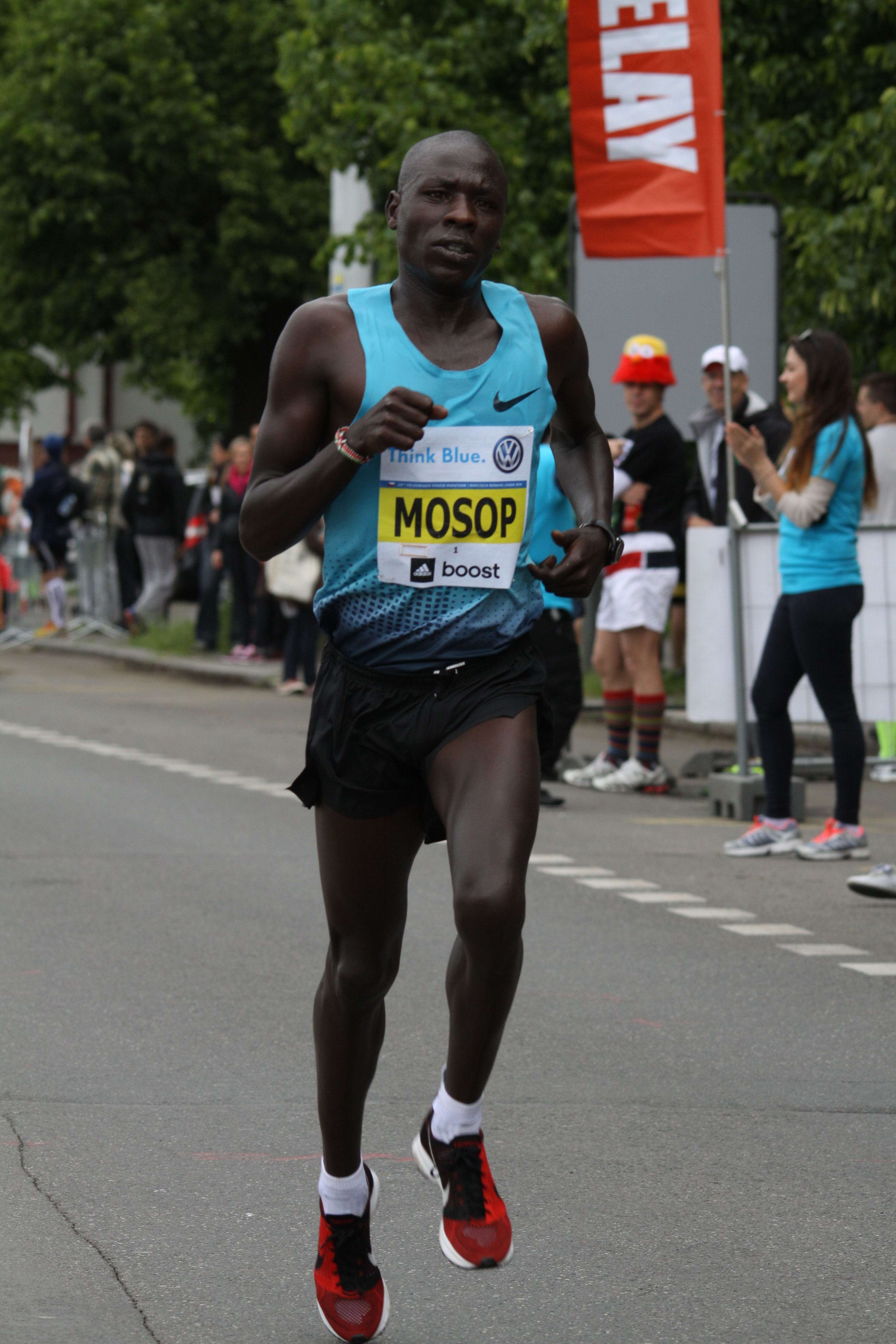
Moses Mosop, Prague International Marathon (2014)

Moses Mosop, född den 17 juli 1985 är en kenyansk friidrottare som tävlar i långdistanslöpning.
Mosop deltog vid Olympiska sommarspelen 2004 och tog sig till finalen på 10 000 meter där han slutade på en sjunde plats. Han deltog även vid VM 2005 där han slutade på en tredje plats på tiden 27.08,96.
Han deltog vidare vid VM i terränglöpning 2007 i Mombasa där han slutade tvåa. 

## Personliga rekord
- 5 000 meter - 12.54,46
- 10 000 meter - 26.49,55